# Ram Naik

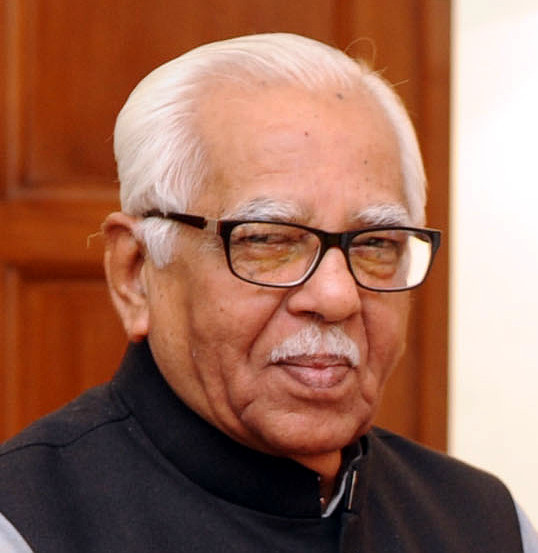
Ram Naik

Ram Naik (* 16. April 1934 in Atapadi, Distrikt Sangli, Maharashtra) ist ein indischer Politiker der Bharatiya Janata Party (BJP) und war der 19. Gouverneur von Uttar Pradesh.

## Karriere
Ram Naik war seit seiner Kindheit Mitglied des Rashtriya Swayamsevak Sangh (RSS). Er hat einen Abschluss in Rechtswissenschaften.  Er begann seine politische Karriere in der Bharatiya Jana Sangh im Jahr 1969.  Er wurde im Wahlkreis Borivli 1978 in die Staatsversammlung von Maharashtra gewählt und zweimal wiedergewählt. Von 1989 bis 2004 vertrat er die BJP in der Lok Sabha als ein Parlamentarier. Von 1999 bis 2004 war er zudem indischer Minister für Öl und Gas.
Am 14. Juli 2014 wurde er zum Gouverneur von Uttar Pradesh ernannt. Er blieb im Amt bis zum 28. Juli 2019 und wurde von Anandiben Patel abgelöst.

## Persönliches
Er heiratete am 17. Mai 1960 Kunda Naik und hat zwei Töchter.